# Pierre Degeyter
Pierre Chretien Degeyter (též De Geyter; 8. října 1848 Gent - 26. září 1932 Saint-Denis) byl belgicko-francouzský socialista, později komunista a příležitostný hudební skladatel. Známý je jako autor hudby Internacionály, kterou složil ve francouzském Lille v roce 1888.
Degeyterovi rodiče se přestěhovali z Francie do Gentu, kde pracovali v textilním průmyslu. Když mu bylo sedm let, rodina se přestěhovala zpět do Francie a usadila se v Lille. Ve věku 16 let navštěvoval hodiny kreslení na místní akademii a poté pracoval jako řezbář. Později chodil na hodiny hudby a stal se členem dělnického sboru La Lyre des Travailleurs, který založil Gustave Delory, vůdce socialistů v Lille.
15. července 1888 požádal Delory Degeytera, aby složil melodie pro různé revoluční písně, které byly u socialistů v Lille v oblibě. Mezi nimi byl i text Eugèna Pottiera, který se do té doby zpíval na melodii Marseillaisy. Jednou v neděli ráno vytvořil Degeyter pro tuto píseň novou melodii, kterou sbor Lyre des Travailleurs přednesl na výroční oslavě kolportérů novin. Aby Degeyter neztratil zaměstnání, nebylo uvedeno křestní jméno skladatele. I tak se ale dostal na černou listinu a přišel o práci. Pak se dlouho protloukal, dokud se v roce 1902 s manželkou a dcerou nepřestěhoval do Saint-Denisu poblíž Paříže.
Degeyter si nezajistil autorská práva, takže později roku 1904 se za autora hudby prohlásil jeho bratr Adolphe, a Pierre Degeyter dlouho nedostával žádné tantiémy. V roce 1928 byl pozván do Sovětského svazu, který v té době používal Internacionálu jako státní hymnu. Přestože od Stalina dostal malý státní důchod, měl byt zdarma v Saint-Denis a občas pobíral hubené tantiémy za další své písně „L'Insurgé“ a „En avant la Classe Ouvrière“, dožil v chudobě.